# DJ松永
DJ松永（ディージェイまつなが、本名：松永 邦彦〈まつなが くにひこ〉、1990年〈平成2年〉8月23日 - ）は、日本のDJ、音楽プロデューサー、作曲家、編曲家、トラックメイカー。Creepy Nutsのメンバー。
2019年8月24日、東京・渋谷WOMBで行われたDJ大会「DMC JAPAN DJ CHAMPIONSHIPS 2019 FINAL」のバトル部門で優勝。
同年9月28日、ロンドンで開催された「DMC WORLD DJ CHAMPIONSHIPS 2019」に日本代表としてバトル部門に出場。ディフェンディングチャンピオンのK-Swizzに勝利し、優勝を果たす。
これに伴い、公式含め各サイトのプロフィールが『世界一のDJ』となった。

## 来歴
新潟県長岡市出身。 長岡市立東北中学校卒。身長172.4cm。小学校から高校1年生までサッカーをしていた。
DJをやるために高校2年の時に学校を中退している。ターンテーブルを購入してわずか3年となる2010年に、世界で最も栄誉あるDJの大会「DMC DJ Championship」に初挑戦し、瞬く間に北海道大会チャンピオンの座を勝ち取り「DMC Japan Final」に出場。
地元の新潟では主にクラブDJとして活動することが多かったが、地方ではDJとして生活していくのは困難と判断し21歳で東京都に上京。日本のヒップホップシーンに参加したいという想いを胸に拠点を東京に移したが、クラブDJとしては最初はうまく行かず、数ヶ月に1度ノーギャラのイベントに呼ばれ参加する以外はアルバイト中心の生活が続き、下積み生活となった。その後、同年代の東京で活動するラッパーのライブDJとしての活動を行いがてら、上京するタイミングで制作したトラックを中心に構成した自主制作の1stアルバム『DA FOOLISH』を2012年に発売した。
松永はアーティスト活動を新潟にいた頃からしたいと思っていたが、いつか最高のパートナーと組むための準備期間と捉え1stアルバムリリース以降は上記のDJ活動を含めたソロ活動を行う。他アーティストへのトラック・プロデュースなども行っていたがソロ作品のリリースに関してはレコード会社や事務所に所属しない中での自主制作に限界を感じ、音楽業界の電話帳の様な本を購入し、そこに載っている音楽事務所に募集も行われていない中で片っ端にデモテープを送付するという奇行に出た。送った宛は30社以上にのぼり、唯一返答のあったVillage Again Associationから2枚目のアルバム『サーカス・メロディー』を2014年に発売した。このアルバムには上京前から交流のあるR-指定も参加しており、ここから正式な結成も含めCreepy Nutsとしての活動が本格化する。また、2016年まで自身の活動に並行してHilcrhymeのTOCのライブDJを務めていた。
2016年、かつての不本意な最終成績の雪辱を果たすために2010年以来となる「DMC JAPAN DJ CHAMPIONSHIPS」の全国大会に参戦。楽曲制作やライブ出演を優先していたために出場は控えていたがターンテーブリストとしての練習は続けていた。結果は2位。翌年の2017年も再挑戦したが3位に終わった。
この時既に相方のR-指定はMCバトルの大会である「ULTIMATE MC BATTLE」で3連覇を果たすなどの経歴があり、知名度や実績を自分と比較し疲弊することが多かったという。この経験を経て、DMCの大会で日本一になるためにメジャーデビュー後のCreepy Nutsとしての本格的な活動の傍らまた再挑戦し、もう少し間を空けたほうがいいという周囲の忠告を無視する形で出場した2019年の大会で初の日本一に輝きタイトルを獲得した。前述通り、この年の日本代表として出場した世界大会でも優勝した。
2021年8月8日、この日に行われた東京オリンピック2020の閉会式に出演。既発曲ではなく、この日の為に急遽作成されたトラックを使用した特別ルーティンを披露した。このオファーは極秘であった為、相方のR-指定や、共に楽曲コラボをした菅田将暉なども知らなかった。

## 人物

### 服装
- 8年間、頭にハットを被り短パンとサンダルで過ごしていたが、Facebookにアップされた自身の姿に愚かさを感じ、全ての服を捨て、公の場でもプライベートでもスーツを着るようになる[18]。
- 2020年6月、誰にも情報を与えたくないとの理由から、突然白Tシャツを毎日着始める。白いTシャツを10枚以上、それに合うパンツを20本、さらにカバンやスニーカーまで新たに購入したが、街中で白いTシャツを着る人と多く出くわすこと、よく黒いTシャツを着ているR-指定と並ぶとペアルックのようになってしまうことから、白Tシャツを着ることをやめ、同年8月からはオーバーサイズの服を着ている。近年は上質な無地の服を好み、セットアップを着ることも多い[19][20]。

### 趣味・嗜好
- オードリーの大ファンであり、『オードリーのオールナイトニッポン』（ニッポン放送）を何周も聞き続け、就寝時も流すほどのヘビーリトルトゥースである[21]。
- 一番好きな食べ物は揚げ物。茶色いものは全部美味いと語っている。
- 下戸である。
- 好きな色は紺色。理由は、己の身の丈に合っている気がするから[22]。
- 日々Twitterでエゴサーチをしている[23]。

### 特技
- 絡まったネックレスと固くまる結びしたひもをほどくこと[24]。

### 交友関係
- 作家の朝井リョウとはお互いを「マブダチ」「親友」と呼び合うほどの仲であり、よくファミレスで朝まで話し続けている[25][26]。

### エピソード
- 同じく新潟出身で「DMC WORLD DJ CHAMPIONSHIPS 2006」バトル部門優勝者であるDJ CO-MAを師匠としている[27][28]。
- 「DMC WORLD DJ CHAMPIONSHIP FINALS 2019」では、優勝者を発表する場面で名前を「DJナカムラ」と間違えられてしまった[29]。
- 2021年のドラマ『生きるとか死ぬとか父親とか』では後半のキーマンとして出演したが、台詞を一文字も覚えずに撮影現場に行きスタッフを混乱させた[30]。

## タイトル
- DMC JAPAN DJ CHAMPIONSHIPS
  - DMC JAPAN DJ CHAMPIONSHIPS 2010 北海道予選 シングル部門 優勝[31]
  - DMC JAPAN DJ CHAMPIONSHIPS 2016 FINAL シングル部門 2位[32]
  - DMC JAPAN DJ CHAMPIONSHIPS 2017 FINAL シングル部門 3位[33]
  - DMC JAPAN DJ CHAMPIONSHIPS 2019 FINAL バトル部門 優勝[34]
- DMC WORLD DJ CHAMPIONSHIPS
  - DMC WORLD DJ CHAMPIONSHIPS 2019 FINAL バトル部門 優勝[35]

## 作品

### アルバム
|     | 発売日         | タイトル             | 販売形態 | 規格品番  |
| --- | -------------- | -------------------- | -------- | --------- |
| 1st | 2012年5月2日   | DA FOOLISH           | CD       | BKLL-001  |
| 2nd | 2014年10月15日 | サーカス・メロディー | CD       | ZLCP-0194 |

### Mix CD
| 発売日        | タイトル        | 販売形態    | 規格品番  |
| ------------- | --------------- | ----------- | --------- |
| 2011年2月1日  | STILL JAPANESE  | CD（2枚組） | HRGN-0001 |
| 2013年7月24日 | This Time Vol.2 | CD          | BZCD-022  |
| 2015年9月9日  | In The Mood     | CD          | RCD-001   |

### 参加作品
- 「嗚咽」（2011年10月19日）
- サイプレス上野とロベルト吉野「TIC TAC」（2013年2月20日）-GIVE ONE’S LIFE 4…　(Prod by DJ 松永)
- 菊丸&DEJI「CONTRAST」（2013年3月20日）-Start Line produced by NEETS scratched by DJ 松永、Bet On produced by DJ 松永、Outro produced by DJ 松永
- %C「Pct.Pepper's Lonely Beats Club Band」（2013年4月17日）-AFTER SIX SPECIAL feat. HOOLIGANZ, DJ 松永、Let bygones be bygones. feat. CHU CHEAT, DJ 松永
- LBとOtowa「THE MAD BOMBER」（2013年8月7日）-Alright!! feat. DJ 松永
- 輪入道「片割れ」（2013年09月18日）-覚悟決めたら（pro. DJ 松永）
- 菊丸「STILL HERE」（2013年11月20日）-One More Zero feat. P.O.C.K.Y, DJ 松永
- KEN THE 390「#7～DBMS限定 Special Box～ 」（2014年3月19日）-You Are My Star (Prod by DJ 松永)
- R-指定「セカンドオピニオン」（2014年4月10日）-Dr.strangelab、R.I.P.
- 晋平太「にほんごであそぼう」（2014年4月30日）-All Track Produced by DJ 松永
- TOC「IN PHASE」（2014年11月26日）-Bird　Lyrics by TOC　Cuts by DJ 松永　Produced by ZETTON
- Pony「PONY EP」（2014年11月26日）-NAMENNA feat. DARTHREIDER Track by DJ 松永 (Creepy Nuts)
- DEJI「HARVEST」（2014年12月10日）
- KOPERU「大阪キッド」（2014年12月17日）-ビーオーライ (Prod. by DJ 松永)
- KEN THE 390「Like This Like That」（2015年4月8日）-You Are My Star (Prod. DJ 松永)
- ONIGAWARA「1st 写真集シングル GATTEN承知之助~We can do it!!~」（2016年12月7日）-GATTEN承知之助～We can do it!!～（スクラッチで参加）
- フレンズ「ベッドサイドミュージックep」（2018年3月21日）-M3.「夜にダンス(DJ松永Remix)」
- BRADIO「きらめきDancin'」（2018年4月4日）-初回限定盤2CD仕様「BRADIO Groovin' Mix」CD付き Mix
- KinKi Kids「KANZAI BOYA」(2020年6月17日|ジャニーズ・エンタテイメント・レコード) -通常盤「KANZAI BOYA(DJ松永Remix)」収録

## 出演

### テレビ番組
現在のレギュラー番組
- 考えすぎちゃん（Paravi、2020年9月7日 - ） - MC[36]
- 29.4 ~ワタシの選択~ with anan（ABEMA、2021年8月21日[37] - ） - MC

準レギュラー番組
- 有吉ゼミ（日本テレビ）- 『ゴミ屋敷レスキュー』コーナーレギュラー[38][39][40]

特別番組（MCもしくはメインキャスト）
- 2020東京オリンピック 閉会式（2021年8月8日）[41][42]
- 全日本歌唱力選手権 歌唱王（日本テレビ、2021年12月23日） - 応援大使[43]

過去の出演番組
- 環七フィーバーズNEO（テレビ神奈川、2019年9月7日 - 2020年3月28日） - MC[44]
- 考えすぎちゃん ON TV〜ワンクールだけの大冒険〜（テレビ東京、2021年10月8日 - 12月24日） - MC
- 「任意同行」願えますか？（読売テレビ ・日本テレビ系、2020年3月19日、2020年10月1日 - 12月3日） - MC [45]
- めざましテレビ（フジテレビ、2021年3月） - 2021年3月度マンスリーエンタメプレゼンター（水曜日出演）[46]
- 沼にハマってきいてみた（NHK Eテレ、2022年4月4日 - 2023年3月28日）- MC

### テレビドラマ
- ドラマ24
  - 生きるとか死ぬとか父親とか 第9話 - 第11話（テレビ東京、2021年6月5日 - 6月19日） - 今西 役[47]
  - しろめし修行僧 第1話・第5話・最終話（テレビ東京、2022年4月9日・5月7日・6月25日） - DJトロ 役[48]
- 信長のスマホ（日本放送協会、2023年）- 松永久秀 役
- 不適切にもほどがある! 最終話（TBS、2024年）- 大学生 役[49]

### ラジオ番組
現在のレギュラー番組
- Lightning Catapult（ポッドキャスト番組、2025年7月8日 - ）火曜レギュラー[50]

過去のレギュラー番組
- ACTION（TBSラジオ、2019年4月3日 - 2020年9月23日）水曜レギュラー

過去の出演番組
- ガスワンプレゼンツ 田中みな実 あったかタイム（TBSラジオ、2023年4月22日、4月29日、12月23日、2024年1月21日、12月28日、2025年1月4日）

### 映画
- 浅草キッド（2021年）[51]
- いつか、いつも……いつまでも。（2022年）
- 変な家（2024年） - 柳岡 役[52]

## エッセイ
- ミックス・テープ（文藝春秋『文學界』2020年7月号 - ）[53]